# Kaila Charles
Kaila Charles (Glenn Dale, 23 marzo 1998) è una cestista statunitense, professionista nella WNBA.

## Carriera
È stata selezionata dalle Connecticut Sun al secondo giro del Draft WNBA 2020 (23ª scelta assoluta).